# Chambre de commerce et d'industrie du Beaujolais
 (juin 2025).
Si vous disposez d'ouvrages ou d'articles de référence ou si vous connaissez des sites web de qualité traitant du thème abordé ici, merci de compléter l'article en donnant les références utiles à sa vérifiabilité et en les liant à la section « Notes et références ».
 (juin 2025).
Motif : page sans aucune source outre le site internet de l'organisme. juste une page promotionnelle de cette CCI. A fusionner avec chambre régionale de commerce et d'industrie Rhône-Alpes ?
- Archive Wikiwix
- Bing
- Cairn
- DuckDuckGo
- E. Universalis
- Gallica
- Google
- G. Books
- G. News
- G. Scholar
- Persée
- Qwant
- (zh) Baidu
- (ru) Yandex
- (wd) trouver des œuvres sur Wikidata

| 1. | Préciser le motif de la pose du bandeau. | Précisez le motif de la pose du bandeau en utilisant la syntaxe suivante : {{admissibilité à vérifier\|date=juillet 2025\|motif=remplacez ce texte par le motif}}                                                     |
| 2. | Informer les utilisateurs concernés.     | Pensez à avertir le créateur de l'article, par exemple, en insérant le code ci-dessous sur sa page de discussion : {{subst:avertissement admissibilité à vérifier\|Chambre de commerce et d'industrie du Beaujolais}} |

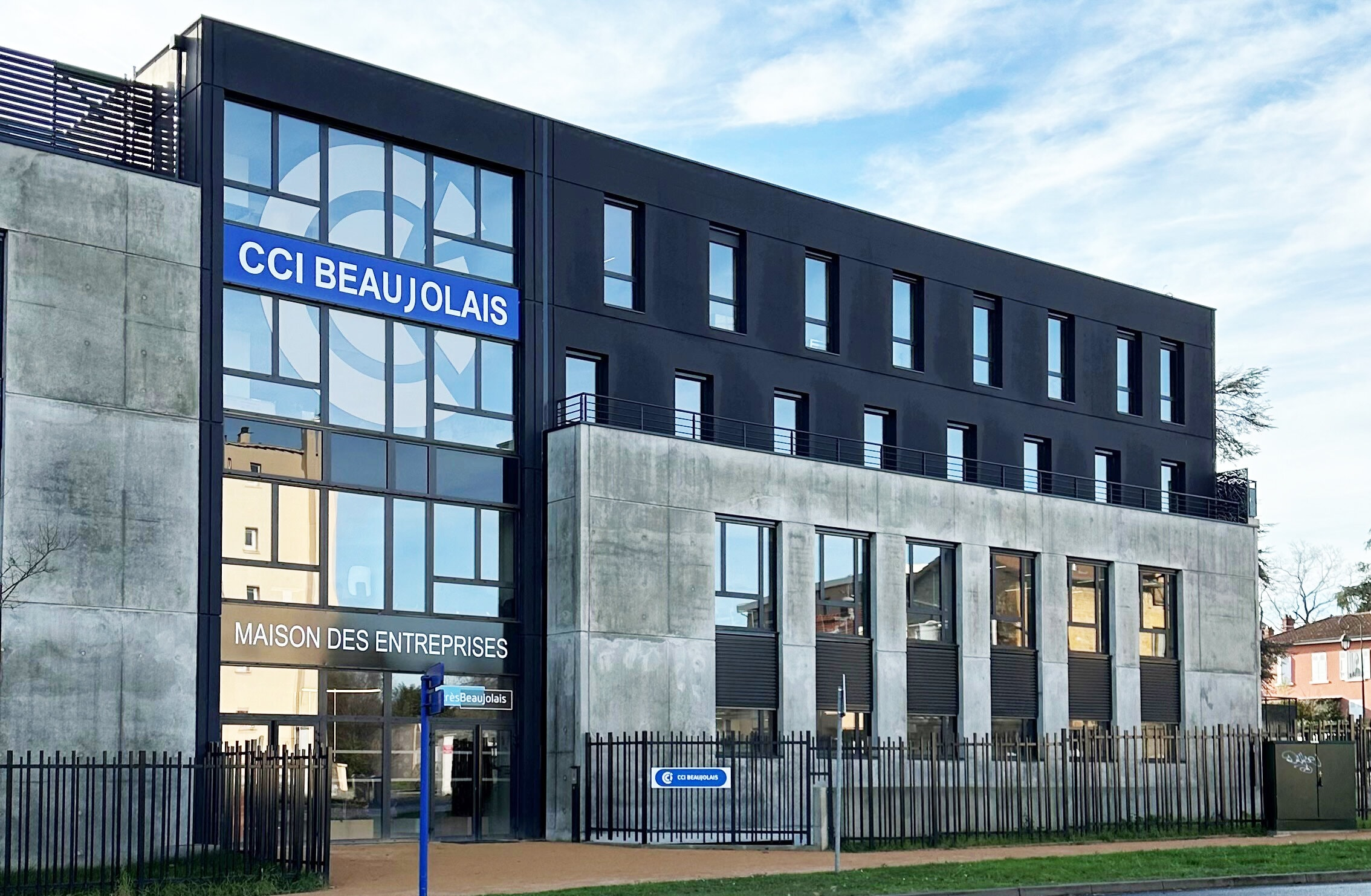
Siège de la Chambre de Commerce et d'Industrie du Beaujolais

La chambre de commerce et d'industrie de Villefranche et du Beaujolais est l'une des 2 CCI du département du Rhône. Son siège est à Limas au 23 chemin du Martelet.
Elle fait partie de la chambre régionale de commerce et d'industrie Rhône-Alpes.

## Missions
À ce titre, elle est un organisme chargé de représenter les intérêts des 10 000 entreprises commerciales, industrielles et de service du Nord du Rhône et de leur apporter certains services. C'est un établissement public qui gère en outre des équipements au profit de ces entreprises.
Comme toutes les CCI, elle est placée sous la double tutelle du Ministère de l'Industrie et du Ministère des PME, du Commerce et de l'Artisanat.

### Service aux entreprises
- Centre de formalités des entreprises
- Assistance technique au commerce
- Assistance technique à l'industrie
- Assistance technique aux entreprises de service
- Point A (apprentissage)

### Gestion d'équipements
- Aérodrome de Villefranche - Tarare  dénommé Aérodrome des Portes du Beaujolais Villefranche-Tarare
- ParcExpo ;
- Port fluvial de commerce de Villefranche-sur-Saône dénommé PK 41 Port du Beaujolais

### Centres de formation
- Centre de formation continue ;
- Centre d'études de langues.

## Historique
1895 : Création de la chambre de commerce.

## Pour approfondir